# Trélazé
Trélazé est une commune française située dans la petite couronne est d'Angers dans le département de Maine-et-Loire, en région des Pays de la Loire.
Jouxtant la ville d’Angers, la ville de Trélazé fait partie de la première couronne d’Angers Loire Métropole. Elle est partie intégrante de la zone urbaine d’Angers.
La commune s'est fortement développée dès le XIXe siècle sous l'impulsion des ardoisières de Trélazé. Le gisement étant épuisé, l'activité industrielle s'arrête en 2014.
C'est une ville fleurie, 4 fleurs au palmarès 2011 du concours des villes et villages fleuris.

## Géographie

### Localisation
Commune angevine, Trélazé se situe au sud-est de la ville d'Angers, sur les routes D 4, Les Ponts-de-Cé, D 117, Angers, et D 952 , La Daguenière / Angers.

### Transports
Transports en commun :
- Ligne de bus Irigo 1
- Ligne de bus Irigo 10
- Ligne de bus Irigo 8
- Ligne de car irigo 45
- Ligne de car irigo 46

La gare de Trélazé, inaugurée le 9 décembre 2018, permet de rejoindre Angers en TER en 5 minutes, et Saumur en 30 minutes.
Il existe aussi un TPMR (Transports de Personnes à Mobilité Réduite), qui est un service de la  RATP-DEV-ANGERS, Irigo Handicaps Transports basé sur St Barthélémy d'Anjou. Ce service établit des transports à la demande et dessert toutes les communes de la métropole Angevine (Angers Loire Métropole) dont fait partie Trélazé (29communes).

### Environnement, biodiversité
L’existence de friches ardoisières, de zones humides au bord de l’Authion, la présence de parcs, la persistance de quelques zones agricoles et bois font de Trélazé une zone fragile face à l'urbanisation. Le territoire de Trélazé accueille six des douze types de végétation présents en Maine-et-Loire.
L’association ADDULT réalise à partir de 2019 un inventaire de la biodiversité de Trélazé en liaison avec la Ligue pour la protection des oiseaux (LPO), la ville, l’université d’Angers et le Conservatoire national de la biodiversité de Brest. C’est ainsi qu’ont déjà été observé et recensé sur Trélazé, 144 espèces d’oiseaux, 46 espèces de papillons de jour, 8 espèces d’amphibiens, 431 espèces de plantes sauvages, plus de 100 espèces d’arbres sur l’espace public.
La centaine de points d’eau de la commune (mares, fossés, lacs, cours d’eau), bien que menacés et en diminution constituent par ailleurs une richesse à protéger et à enrichir.

### Climat
Pour des articles plus généraux, voir Climat des Pays de la Loire et Climat de Maine-et-Loire.
En 2010, le climat de la commune est de type climat océanique altéré, selon une étude du CNRS s'appuyant sur une série de données couvrant la période 1971-2000. En 2020, Météo-France publie une typologie des climats de la France métropolitaine dans laquelle la commune est exposée à un climat océanique et est dans la région climatique Moyenne vallée de la Loire, caractérisée par une bonne insolation (1 850 h/an) et un été peu pluvieux.
Pour la période 1971-2000, la température annuelle moyenne est de 11,9 °C, avec une amplitude thermique annuelle de 14,2 °C. Le cumul annuel moyen de précipitations est de 628 mm, avec 11 jours de précipitations en janvier et 5,5 jours en juillet. Pour la période 1991-2020, la température moyenne annuelle observée sur la station météorologique de Météo-France la plus proche, « Blaison-Gohier », dans la commune de Blaison-Saint-Sulpice à 9 km à vol d'oiseau, est de 12,8 °C et le cumul annuel moyen de précipitations est de 672,7 mm,. Pour l'avenir, les paramètres climatiques de la commune estimés pour 2050 selon différents scénarios d'émission de gaz à effet de serre sont consultables sur un site dédié publié par Météo-France en novembre 2022.
| Mois                                  | jan.           | fév.           | mars          | avril         | mai          | juin        | jui.          | août         | sep.         | oct.          | nov.            | déc.           | année    |
| ------------------------------------- | -------------- | -------------- | ------------- | ------------- | ------------ | ----------- | ------------- | ------------ | ------------ | ------------- | --------------- | -------------- | -------- |
| Température minimale moyenne (°C)     | 3,2            | 3              | 4,6           | 6,5           | 9,8          | 12,9        | 14,4          | 14,3         | 11,5         | 9,4           | 5,9             | 3,5            | 8,3      |
| Température moyenne (°C)              | 6              | 6,6            | 9,1           | 11,7          | 15,2         | 18,6        | 20,4          | 20,3         | 17,1         | 13,5          | 9,1             | 6,4            | 12,8     |
| Température maximale moyenne (°C)     | 8,8            | 10,2           | 13,6          | 17            | 20,5         | 24,4        | 26,4          | 26,3         | 22,7         | 17,6          | 12,3            | 9,2            | 17,4     |
| Record de froid (°C) date du record   | −12 02.01.1997 | −10,5 12.02.12 | −10 01.03.05  | −2,5 10.04.03 | 0,5 06.05.19 | 4 01.06.06  | 7 12.07.00    | 6 28.08.1998 | 3,5 30.09.18 | −3 30.10.1997 | −7,5 21.11.1993 | −10 30.12.1996 | −12 1997 |
| Record de chaleur (°C) date du record | 17 24.01.16    | 22 27.02.19    | 25,5 19.03.05 | 29,5 20.04.18 | 32 26.05.17  | 39 29.06.19 | 39,5 23.07.19 | 40 10.08.03  | 36 14.09.20  | 31 03.10.11   | 22,5 08.11.15   | 18,5 07.12.00  | 40 2003  |
| Précipitations (mm)                   | 63,6           | 50,9           | 49            | 53            | 56,9         | 43,3        | 44,3          | 47,2         | 52,6         | 72,4          | 68,2            | 71,3           | 672,7    |

## Urbanisme

### Typologie
Au 1er janvier 2024, Trélazé est catégorisée grand centre urbain, selon la nouvelle grille communale de densité à sept niveaux définie par l'Insee en 2022.
Elle appartient à l'unité urbaine d'Angers, une agglomération intra-départementale regroupant douze  communes, dont elle est une commune de la banlieue,,. Par ailleurs la commune fait partie de l'aire d'attraction d'Angers, dont elle est une commune du pôle principal,. Cette aire, qui regroupe 81 communes, est catégorisée dans les aires de 200 000 à moins de 700 000 habitants,.

### Occupation des sols
L'occupation des sols de la commune, telle qu'elle ressort de la base de données européenne d’occupation biophysique des sols Corine Land Cover (CLC), est marquée par l'importance des territoires artificialisés (62,7 % en 2018), en augmentation par rapport à 1990 (48,9 %). La répartition détaillée en 2018 est la suivante : 
zones urbanisées (27,5 %), zones industrielles ou commerciales et réseaux de communication (22,7 %), prairies (18,7 %), espaces verts artificialisés, non agricoles (11,4 %), zones agricoles hétérogènes (7,6 %), forêts (7,6 %), cultures permanentes (2,2 %), mines, décharges et chantiers (1,2 %), terres arables (1,2 %). L'évolution de l’occupation des sols de la commune et de ses infrastructures peut être observée sur les différentes représentations cartographiques du territoire : la carte de Cassini (XVIIIe siècle), la carte d'état-major (1820-1866) et les cartes ou photos aériennes de l'IGN pour la période actuelle (1950 à aujourd'hui).

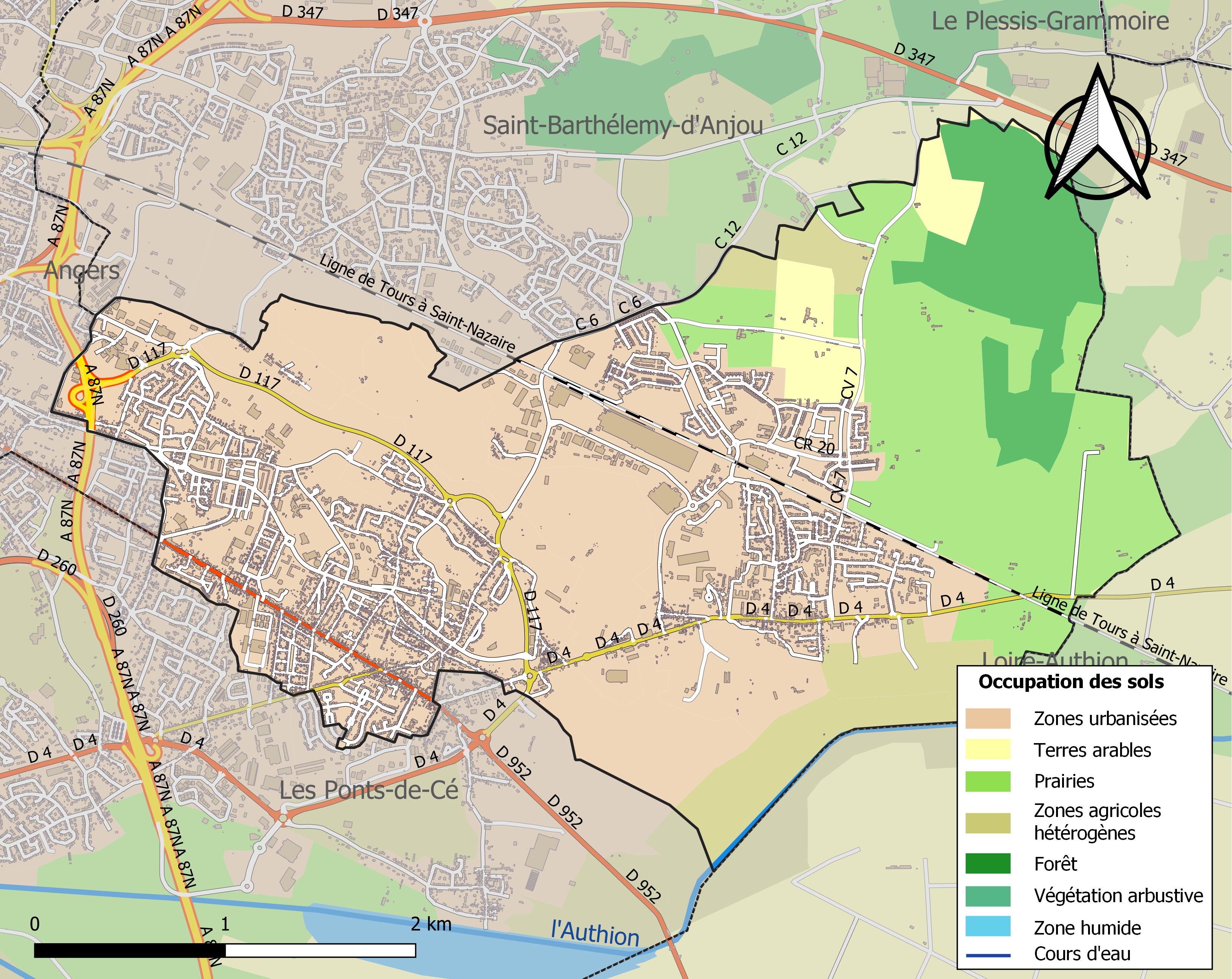
Carte des infrastructures et de l'occupation des sols de la commune en 2018 (CLC).

### Quartiers
L'analyse cartographique, sur trois siècles, de la ville de Trélazé fait apparaitre une dispersion de fermes, hameaux, cités ouvrières, manufactures qui progressivement se sont constitués en 11 quartiers ou entités dont 7 totalement urbanisés.
- Le Bourg / Curieusement excentré autour de son église et de la mairie il est constitué du bourg centre, de son extension, de la Chevalerie et de Malembert.
- Malaquais / Ce quartier regroupe autour de son marché historique, Malaquais, Bel Air et sa chapelle.
- La Maraichère / L'école de la Maraichère et l’ancienne manufacture donnent leurs identités à plusieurs ensembles urbains et paysagers: Saint Lezin, le Vissoir, le Poirier et la Maraichère.
- Grand Bellevue / Ce grand ensemble densément peuplé regroupe la cité de Plaines rénové, le Petit Bois, la Cité Bellevue et l’ensemble sportif de la Goducière. Classé quartier prioritaire, il compte près de 2 000 habitants en 2018[18].
- Jaurès / La rue Jean Jaurès, axe historique de la commune délimite quatre sous quartiers proches des Pont de Cé, ce sont les Allumettes, la cité des Teillieres, les lotissements de la Pyramide, et la longue rue Jaurès proprement dite.
- Beaumanoir / Ce quartier limitrophe d'Angers, a été constitué à partir d'une de plusieurs demeures nobles.
- Quantinière et secteur agricole / De l'autre coté de la voie ferrée Angers-Saumur ce secteur agricole a été partiellement urbanisé avec les Zac de la Guerinière et de la Quantinière, il accueille aussi la dernière ferme de la commune, des vergers, de grands propriétés, et les bois de la Bodinière et des Verrières..
- Le parc ardoisier / L’arrêt de l'activité minière a libéré de grandes friches, dont l'une est devenue le parc des ardoisières connecté à Saint Barthélemy, mais on dénombre aussi le site ardoisier encore en friche, l'Aubinière, et Grand Maison.
- Aréna et Authion / D’autres fiches ou zones naturelles inondables se positionnent entre le bourg et la rivière de l'Authion, avec la salle de spectacle de l'Arena, Monthibert, le Buisson, la Porée.et les bords de l'Authion,
- Les ZAE / Plusieurs zones d'activité économique complètent le tissu urbain: zones artisanales, zone industrielle de Malenbardières et un important pole santé.

Trélazé possède ainsi une personnalité urbaine spécifique avec des écosystèmes originaux au cœur de l’agglomération angevine.

### Logement
En 2020, le nombre total de logements dans la commune est de 6 854, alors qu'il est de 5 942 en 2014 et de 5 119 en 2009.
Parmi ces logements, 94,3 % sont des résidences principales, 0,8 % des résidences secondaires et 4,9 % des logements vacants. Ces logements sont pour 58,6 % d'entre eux des maisons individuelles et pour 40,5 % des appartements.
Le tableau ci-dessous présente la typologie des logements à Trélazé en 2020 en comparaison avec celle du Maine-et-Loire et de la France entière. Une caractéristique marquante du parc de logements est ainsi une proportion de résidences secondaires et logements occasionnels (0,8 %) inférieure à celle du département (3,2 %) et à celle de la France entière (9,7 %). Concernant le statut d'occupation des résidences principales, 48,1 % des habitants de la commune sont propriétaires de leur logement (49,7 % en 2014), contre 60,4 % pour le Maine-et-Loire et 57,5 pour la France entière.
| Typologie                                               | Trélazé | Haute-Loire | France entière |
| ------------------------------------------------------- | ------- | ----------- | -------------- |
| Résidences principales (en %)                           | 94,3    | 90,3        | 82,1           |
| Résidences secondaires et logements occasionnels (en %) | 0,8     | 3,2         | 9,7            |
| Logements vacants (en %)                                | 4,9     | 6,6         | 8,2            |

## Toponymie
Le nom de localité est attesté sous la forme latinisée Trelaxiacus ; Trelazeium en 1157 - 1189.
Il s'agit d’une formation toponymique gauloise ou gallo-romane dérivée avec le suffixe -(i)acum, qui a généralement abouti à une terminaison -é dans l'ouest de la France (plus anciennement -ei : Trelazei + désinence latine fictive -um). Le premier élément représente peut-être un anthroponyme latin *Trellasius (formation indigène non attestée) dérivé conjecturel du nom de personne latin Trellius ou peut-être du nom de personne gaulois non attesté *Trexalius, dérivé de Trexius, et devenu *Trelaxius par métathèse.

## Histoire

### Antiquité
Le site de Trélazé est occupé dès l’époque gallo-romaine comme l’attestent des vestiges retrouvés à Cartigné.

### Moyen-Âge
Trélazé est mentionné comme paroisse au XIIe siècle. À cette époque et jusqu’à la fin de l’Ancien Régime, son territoire est alors partagé entre seigneuries laïques et ecclésiastiques.

### Le début de l’exploitation ardoisière
Dès le XVe siècle, les ardoisières à ciel ouvert bénéficient d’une belle notoriété. La carrière de Tire Poche, première exploitation connue dans la région, ouvre en 1406, suivie par celle de Bouc Cornu en 1457. Elles produisent une excellente ardoise choisie plus tard pour couvrir par exemple les toits du château de Chambord. Au fil des ans, les perreyeux creusent, au prix d’un travail pénible, plus de 30 carrières. Ainsi apparaissent sur la veine de schiste ardoisier, buttes et carrières aujourd’hui inondées, appelées désormais « vieux fonds ».
À la fin du XVIIe siècle, 250 ardoisiers produisent annuellement quelque 5 millions d’ardoises. En 1766, les exploitations de Villechien, La Paperie, l’Aubinière, la Noue, les Carreaux emploient déjà plus de 600 ouvriers.
Tout au long de l’Ancien Régime l’extraction ardoisière se fait manuellement en connaissant un début de spécialisation entre les ouvriers « d’en haut » (de surface) et « d’en bas » (de fond) : remontée de la pierre à dos d’homme par de longues échelles, fendeurs taillant au ciseau des lauzes grossières, eau et déchets évacués du fond à l’aide d’un tour à bras.

### Les ardoisières à l’ère de l’industrialisation
En 1830, l’avènement de la machine à vapeur permet de s’enfoncer jusqu’à 180 mètres sous terre, mais les fonds deviennent de plus en plus dangereux. L’installation du gaz en 1847 et la production d’électricité en 1878 orientent l’activité vers l’exploitation en mine. Apparaissent alors dans le paysage, les chevalements du Champ Robert, Hermitage, Fresnaies, Monthibert, Grands Carreaux, nécessitant le travail de plus de 3 000 personnes. Aujourd’hui, Monthibert au Bourg et la moderne descenderie aux Fresnaies permettent d’atteindre les exploitations souterraines (plus de 400 mètres).

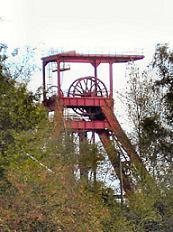
Le puits n° 7 Monthibert.

Au cours des siècles, les carriers ou perreyeux connurent conditions pénibles de travail, accidents mutilants et schistose. Les conditions de vie sont précaires. Il faut de longues années d’action syndicale sous l’impulsion de Ludovic Ménard notamment, pour obtenir en 1947 le bénéfice de la sécurité sociale minière et le statut des mineurs. Jusqu’au milieu du XIXe siècle, et après avoir passé la Révolution sans bouleversement majeur, Trélazé reste un gros bourg mi-ouvrier mi-paysan comme le rappellent les sculptures encadrant la porte d’entrée de l’hôtel de ville. Le développement de l’industrie ardoisière avec ses nouvelles méthodes d’exploitation, et l’établissement d’une manufacture d’allumettes en 1864, appellent une main-d’œuvre nouvelle. Les Bretons en particulier arrivent à Trélazé. Le linguiste Paul Sébillot signale d'ailleurs en 1878 une « colonie bretonnante » d'ouvriers originaires principalement de l'arrondissement de Châteaulin.

### Le Second Empire
Le coup d’État du 2 décembre 1851 orchestré par Louis-Napoléon Bonaparte met un terme aux réformes républicaines et démocratiques. Ce coup de force entraîne dans toute la France des insurrections populaires. Une société secrète du nom de Marianne se fixe pour objectif de renverser le régime et de rétablir une république démocratique et sociale. En Anjou, la société secrète recrute parmi les filassiers et les ardoisiers.
Le 26 août 1855, des centaines d’ouvriers des ardoisières de Trélazé se révoltent. L’émeute éclate dans la soirée du 26 août à Saint-Barthélemy-d’Anjou. Les carriers pillent la gendarmerie pour s’emparer des armes. Ils pénètrent ensuite dans les faubourgs d’Angers en chantant la Marseillaise par défi contre Napoléon III et le Second Empire. Le mouvement prend de l’ampleur au cours de la nuit et au petit matin, plus de 600 hommes avec, à leur tête, François Attibert, un ouvrier de carrière marianniste, marchent sur Angers. Prévenue, la force publique les attend avec les armes. L’insurrection tourne court. Il n’y aura aucune victime, mais on procédera à des centaines d’arrestations. Les responsables Jean-Marie Secrétain, Joseph Pasquier et François Attibert sont déportés à Cayenne.
En juin 1856, la Loire en crue provoqua des ruptures de la levée en amont à la commune de Trélazé envahissant la vallée du l’Authion. L’eau se déversa alors sur la commune de Trélazé, submergeant les carrières des ardoisières, provoquant la mort d’une demi-douzaine d’ouvriers ainsi que l’arrêt du site pendant plusieurs mois. À la suite de cette catastrophe, l’empereur Napoléon III se rendit sur le site pour « porter réconfort aux sinistrés » et essayer de restaurer son image ternie par la répression au mouvement de la Marianne. Le chef d’État s’engagea à cette occasion à faire construire une levée protégeant désormais la commune des inondations. Celle-ci existe toujours et est appelée « chemin Napoléon ».

### Les Bretons à Trélazé à la fin duXIXesiècle
À la fin du XIXe siècle, 2 400 des 5 000 habitants sont bretons, pour beaucoup d'entre eux originaires des Montagnes Noires ou des Monts d'Arrée ;  « ils mènent une existence dangereuse et insalubre, exposés sans protection aux maladies pulmonaires occasionnées par les poussières de ces ardoises qu'ils extraient à longueur de journée du fond de profondes galeries, à plusieurs dizaines de mètres sous terre, sans aération et sans aucune mesure d'hygiène. (...) [Les Bretons] travaillent à près de 99% au fond, occupant les postes les plus exposés, les plus insalubres, les plus dangereux et... les moins bien payés ! ». En 1889, à l'instigation d'un prêtre d'origine bretonne qui était vicaire à Trélazé, l'abbé Durand, 400 d'entre eux partirent de Trélazé vers l'Argentine dans l'espoir d'une vie meilleure ; tous y ont disparu sans qu'aucune trace historique les concernant n'ait été retrouvée.
En 1890 les Bretons représentent la moitié des effectifs des ardoisières. Les entreprises encouragent le regroupement familial afin de les retenir, leur proposant des logements décents et prenant en charge la scolarisation des enfants, même si ceux-ci peuvent être embauchés dès l'âge de 10 ans. Leur quartier est surnommé "La petite Bretagne" avec un curé et un médecin bretonnants.
L'immigration bretonne décline au début du XXe siècle et, après la Première Guerre mondiale, les entreprises recrutèrent principalement une main d'œuvre étrangère, principalement espagnole.

### La fin de l'activité ardoisière
À partir des années 1960, la crise frappe de plein fouet les deux pôles industriels de la ville : licenciement massifs aux ardoisières et fermeture de la manufacture d’allumettes, alors première au niveau national en termes de production.
Le gisement étant épuisé, le groupe Imerys annonce en mars 2014 un plan social, et la fin de l'exploitation.

## Politique et administration

### Intercommunalité
Trélazé est membre d'Angers Loire Métropole, un établissement public de coopération intercommunale (EPCI) à fiscalité propre créé en 2001 sous le nom de communauté d’agglomération du Grand Angers et transformée en communauté urbaine en 2016, auquel la commune a transféré un certain nombre de ses compétences, dans les conditions déterminées par le code général des collectivités territoriales.
Angers Loire Métropole est elle-même membre du syndicat mixte Pays Loire-Angers.

### Rattachements administratifs
La commune se trouve dans l'arrondissement d'Angers du département de Maine-et-Loire.
Elle faisait partie de 1801 à 1973 du canton d'Angers-Sud, puis, de 1973 à 1985, du canton d'Angers-4, année où elle intègre le canton d'Angers-Trélazé. Dans le cadre du redécoupage cantonal de 2014 en France, cette circonscription administrative territoriale a disparu, et le canton n'est plus qu'une circonscription électorale.

### Rattachements électoraux
Pour les élections départementales, la commune est membre depuis 2014 du  canton d'Angers-7
Pour l'élection des députés, elle fait partie de la deuxième circonscription de Maine-et-Loire.

### Tendances politiques et résultats
Lors du premier tour des élections municipales de 2014 en Maine-et-Loire, la liste PS menée par le maire sortant Marc Goua obtient la majorité absolue des suffrages exprimés, avec 3 043 voix (62,66 %, 28 conseillers municipaux élus dont 4 communautaires), devançant très largement les listes menées respectivement par : 
- Boris Battais (FG,	883 voix, 18,18 %, 3 conseillers municipaux élus) ;
- Jean-François Garcia (DVG, 727 voix, 14,97 %, 2 conseillers municipaux élus) ; - Philippe Lebrun (LO, 203 voix, 4,18 %, pas d'élu). 	
Lors de ce scrutin, 39,70 % des électeurs se sont abstenus. 	
Lors du premier tour des élections municipales de 2020 en Maine-et-Loire, la liste LREM et PS menée par le maire sortant Marc Goua obtient la majorité absolue des suffrages exprimés, avec 1 962 voix (54,01 %, 26 conseillers municipaux élus dont 3 communautaires), devançant largement celles menées respectivement par :  
- Boris Battais (DVG, 1 485 voix, 40,88 %, 6 conseillers municipaux élus dont 1 communautaire) ;
- Philippe Lebrun (LO, 185 voix, 5,09 %, pas d'élu).
Lors de ce scrutin marqué par la pandémie de Covid-19 en France, 60,13 % des électeurs se sont abstenus.

## Population et société

### Démographie

#### Évolution démographique
L'évolution du nombre d'habitants est connue à travers les recensements de la population effectués dans la commune depuis 1793. Pour les communes de plus de 10 000 habitants les recensements ont lieu chaque année à la suite d'une enquête par sondage auprès d'un échantillon d'adresses représentant 8 % de leurs logements, contrairement aux autres communes qui ont un recensement réel tous les cinq ans,.

En 2022, la commune comptait 15 620 habitants, en évolution de +8,46 % par rapport à 2016 (Maine-et-Loire : +2,12 %, France hors Mayotte : +2,11 %).
| 1793  | 1800 | 1806  | 1821  | 1831  | 1836  | 1841  | 1846  | 1851  |
| ----- | ---- | ----- | ----- | ----- | ----- | ----- | ----- | ----- |
| 1 156 | 887  | 1 213 | 1 522 | 2 003 | 2 339 | 2 150 | 3 385 | 3 025 |

| 1856  | 1861  | 1866  | 1872  | 1876  | 1881  | 1886  | 1891  | 1896  |
| ----- | ----- | ----- | ----- | ----- | ----- | ----- | ----- | ----- |
| 3 794 | 3 881 | 4 707 | 4 607 | 5 264 | 5 554 | 5 944 | 5 147 | 5 839 |

| 1901  | 1906  | 1911  | 1921  | 1926  | 1931  | 1936  | 1946  | 1954  |
| ----- | ----- | ----- | ----- | ----- | ----- | ----- | ----- | ----- |
| 6 431 | 6 259 | 5 525 | 5 954 | 6 586 | 6 304 | 6 122 | 6 453 | 6 934 |

| 1962  | 1968   | 1975   | 1982   | 1990   | 1999   | 2006   | 2011   | 2016   |
| ----- | ------ | ------ | ------ | ------ | ------ | ------ | ------ | ------ |
| 9 400 | 11 664 | 11 250 | 11 009 | 10 539 | 11 025 | 12 207 | 12 562 | 14 402 |

| 2021   | 2022   | - | - | - | - | - | - | - |
| ------ | ------ | - | - | - | - | - | - | - |
| 15 358 | 15 620 | - | - | - | - | - | - | - |

#### Pyramide des âges
La population de la commune est relativement jeune.
En 2020, le taux de personnes d'un âge inférieur à 30 ans s'élève à 39 %, soit au-dessus de la moyenne départementale (36,9 %). À l'inverse, le taux de personnes d'âge supérieur à 60 ans est de 21,9 % la même année, alors qu'il est de 26,1 % au niveau départemental.
En 2020, la commune comptait 7 315 hommes pour 7 741 femmes, soit un taux de 51,41 % de femmes, légèrement inférieur au taux départemental (51,42 %).
Les pyramides des âges de la commune et du département s'établissent comme suit.
| Hommes | Classe d’âge | Femmes |
| ------ | ------------ | ------ |
| 0,9    | 90 ou +      | 1,4    |
| 5,3    | 75-89 ans    | 9      |
| 13,1   | 60-74 ans    | 14,1   |
| 20,2   | 45-59 ans    | 19,7   |
| 19,8   | 30-44 ans    | 18,7   |
| 18,7   | 15-29 ans    | 17,5   |
| 22,2   | 0-14 ans     | 19,7   |

| Hommes | Classe d’âge | Femmes |
| ------ | ------------ | ------ |
| 0,9    | 90 ou +      | 2,1    |
| 7      | 75-89 ans    | 9,5    |
| 16,2   | 60-74 ans    | 16,9   |
| 19,4   | 45-59 ans    | 18,7   |
| 18,2   | 30-44 ans    | 17,5   |
| 18,8   | 15-29 ans    | 17,6   |
| 19,5   | 0-14 ans     | 17,6   |

### Manifestations culturelles et festivités

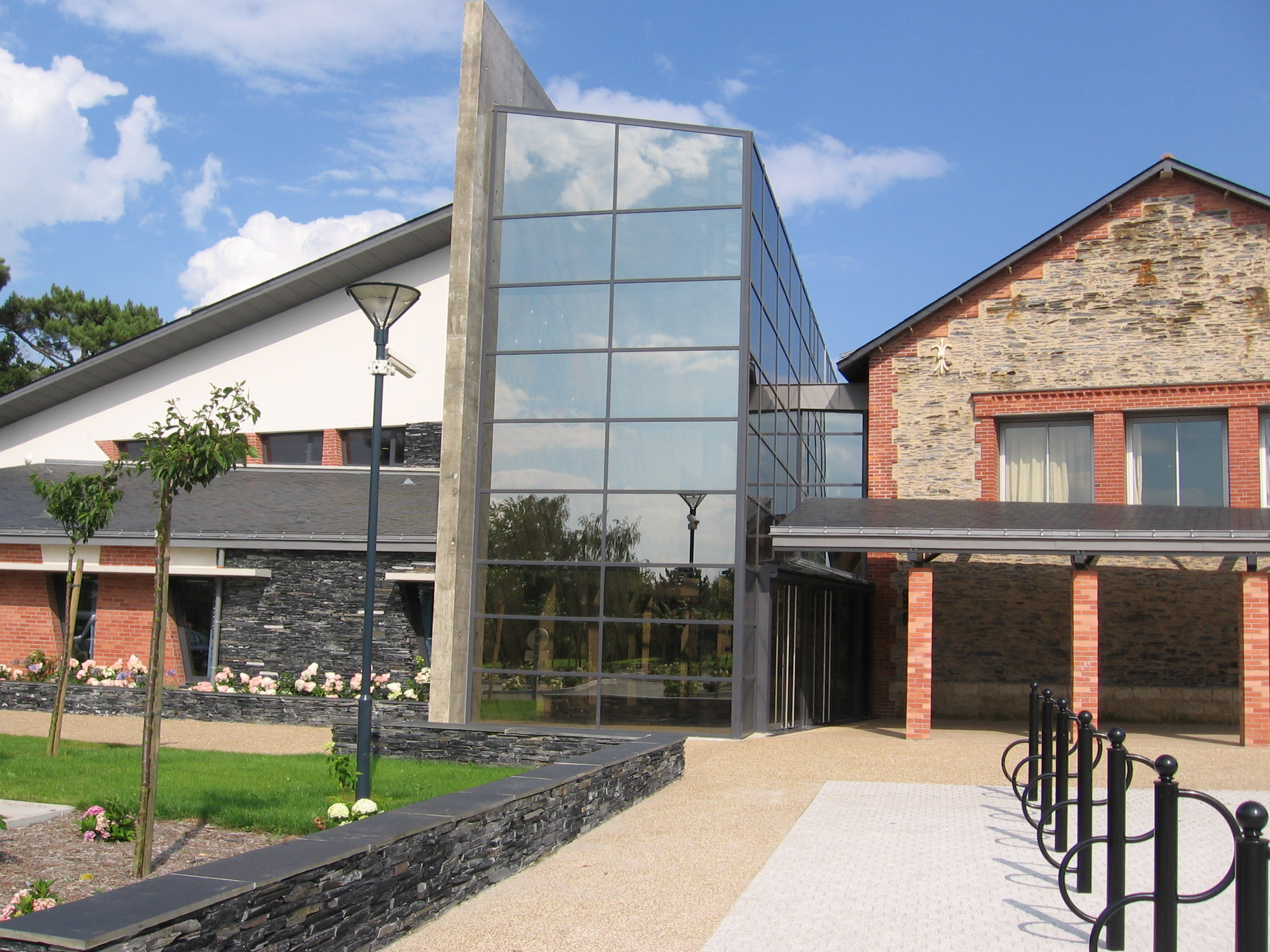
Bâtiment de la médiathèque Hervé Bazin.

Le festival estival de Trélazé est un festival musical et culturel organisé par la ville de Trélazé, chaque année durant tout l'été, depuis 1996.
Ce festival propose des spectacles musicaux et des expositions artistiques dans divers lieux de la ville : le parc du Vissoir, le parc Jean Guéguen, l'église Saint-Pierre, la place Picasso, le musée de l'Ardoise et les anciennes écuries des ardoisières.
Entre 60 000 et 80 000 festivaliers assistent aux différents spectacles et expositions.

### Sécurité
Le centre de sécurité de Maine-et-Loire se trouve au centre de la ville de Trélazé.

### Sports
La commune compte six sites :
- Arena Loire, salle de spectacle et de sport dont la construction s'est achevée en juin 2013, 6 500 places, et qui a accueilli le championnat d'Europe de basket-ball féminin 2013[46] ;
- Goducière, comprenant 2 gymnases, 1 salle de gymnastique, 1 stade, 1 terrain d'entraînement, 1 piste d'athlétisme, 1 plateau extérieur, 1 piscine ;
- Petit Bois, comprenant 1 gymnase, 1 stade, 1 plateau extérieur, 1 terrain hockey roller, 1 espace multisports (agorespace) ;
- Bernard-Bioteau, comprenant 2 stades gazon synthétique, 1 boulodrome, 1 espace multisports (agorespace), 1 piste de bicross. Ce site est le lieu de résidence du club Foyer Espérence Trélazé ;
- Daniel-Rouger, comprenant 1 stade gazon, 1 stade stabilisé, 1 terrain d'entraînement. Ce site est le lieu de résidence du club de football Eglantine Sportive Trélazéenne ;
- Profac, comprenant 1 salle de gymnastique, 1 salle de musculation, 1 salle de boxe, 1 dojo, 1 terrain de pétanque[47].

## Économie

### Tissu économique et industriel
Sur 739 établissements présents sur le territoire de la commune à fin 2010, 2 % relèvent du secteur de l'agriculture (pour une moyenne de 17 % dans le département), 7 % du secteur de l'industrie, 11 % du secteur de la construction, 55 % de celui du commerce et des services et 25 % du secteur de l'administration et de la santé. Fin 2015, sur les 939 établissements actifs, 1 % relèvent du secteur de l'agriculture (pour 11 % dans le département), 5 % du secteur de l'industrie, 12 % du secteur de la construction, 57 % de celui du commerce et des services et 26 % du secteur de l'administration et de la santé.
On peut lister un certain nombre d'entreprises industrielles présentes sur le territoire de la commune :
- Saint-Gobain Glass Solutions, 80 p.[50]

### L'industrie ardoisière
Réputée pour l’exploitation ardoisière, la ville de Trélazé est l’hôte de plus de 370 entreprises employant 3 700 personnes dans la commune et ses environs, réparties dans 9 parcs d’activités publics ou privés (320 hectares en tout). Depuis 1996, Trélazé a accueilli 230 nouvelles entreprises, équivalant à 2 000 emplois, grâce à l’aménagement de parcs d’activités à vocation industrielle, artisanale et commerciale.[réf. nécessaire]
Le gisement étant épuisé, l'exploitation ardoisière a fermé ses portes en 2014.

## Culture locale et patrimoine

### Lieux et monuments
Activités industrielles
- Le Musée de l’ardoise de Trélazé.
- Les Tellières : cité ardoisière parmi les premières construites à Trélazé à partir de 1865 et achevée en 1921, les Tellières forment un ensemble orthogonal de petites maisons jumelles. Un vestige fleuri témoigne de l’existence d’un château d’eau, un lavoir et une halle ayant disparu.

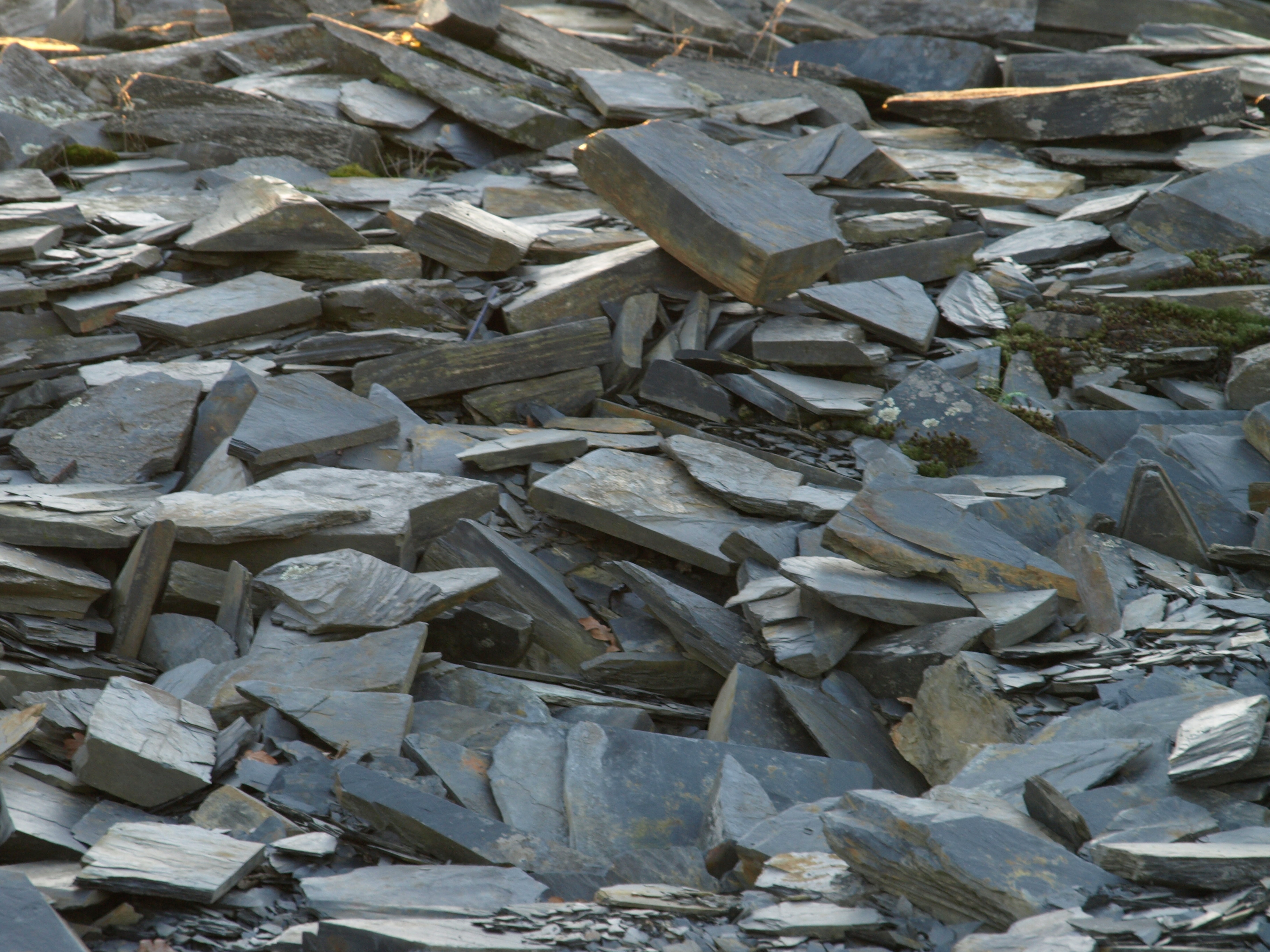
Chutes d’ardoises inexploitables pour la confection de tuiles.
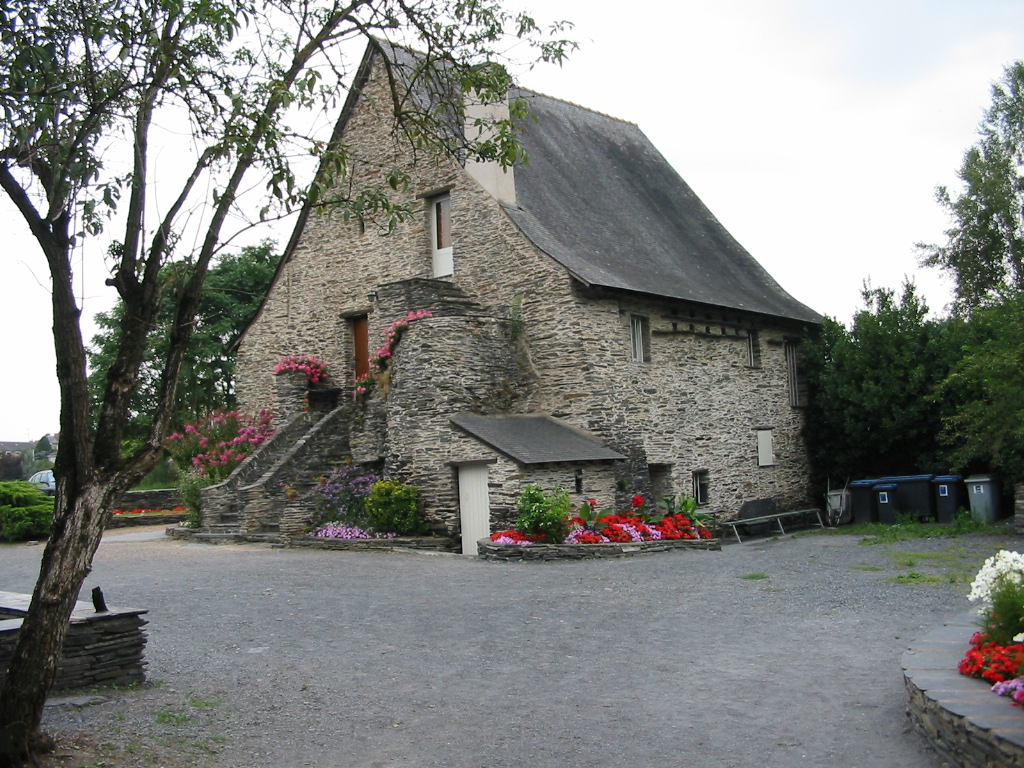
Le bâtiment accueillant le musée de l'ardoise.

- Chevalements : le premier chevalement métallique de Trélazé est construit en 1910. Le chevalement du no 8 bis Hermitage, que l’on doit à Gustave Eiffel, est l’un des plus anciens (1922), mais constitue surtout l’un des principaux éléments d’architecture industrielle à Trélazé, tant par la finesse de ses élévations que par la recherche décorative des parties supérieures. Le chevalement du puits no 7 Monthibert est l’un des derniers construits à Trélazé (1976 — rue Ferdinand-Vest). Toujours en activité, il ne comporte pas de toit et ses poutres sont à âme pleine.

Quatre des huit chevalements des ardoisières de Trélazé.
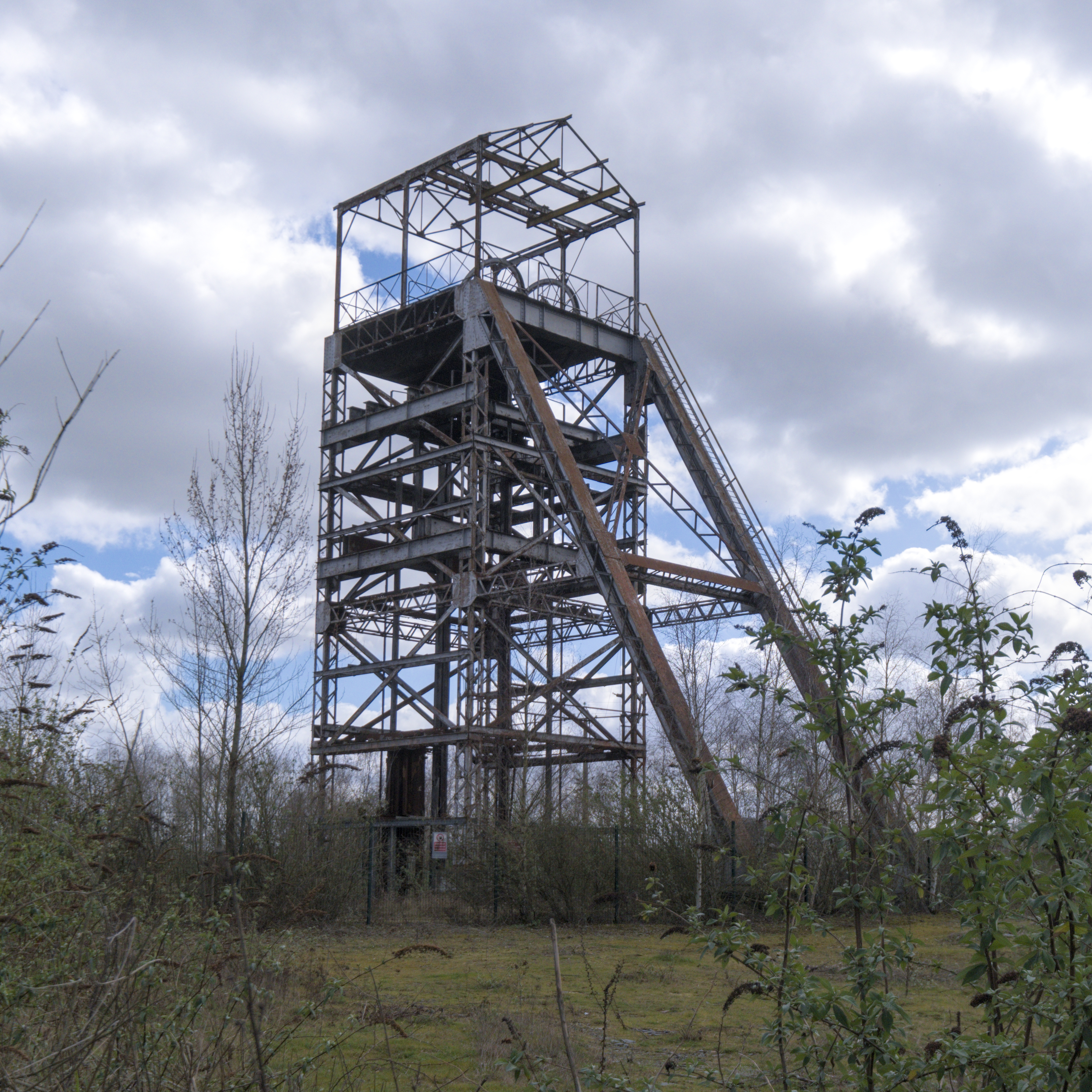
Puits de Champ-Robert.
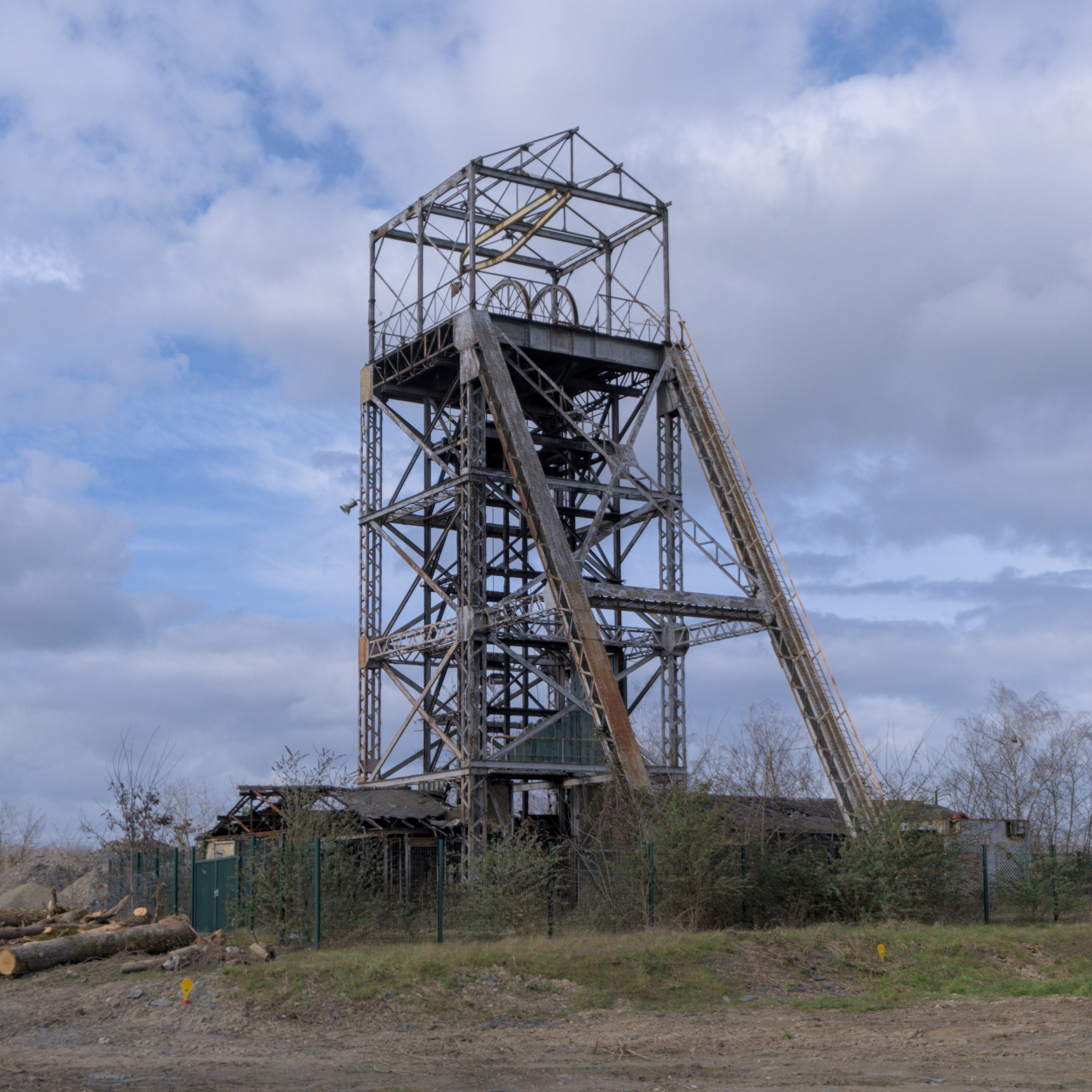
Puits no 25 des Fresnais.
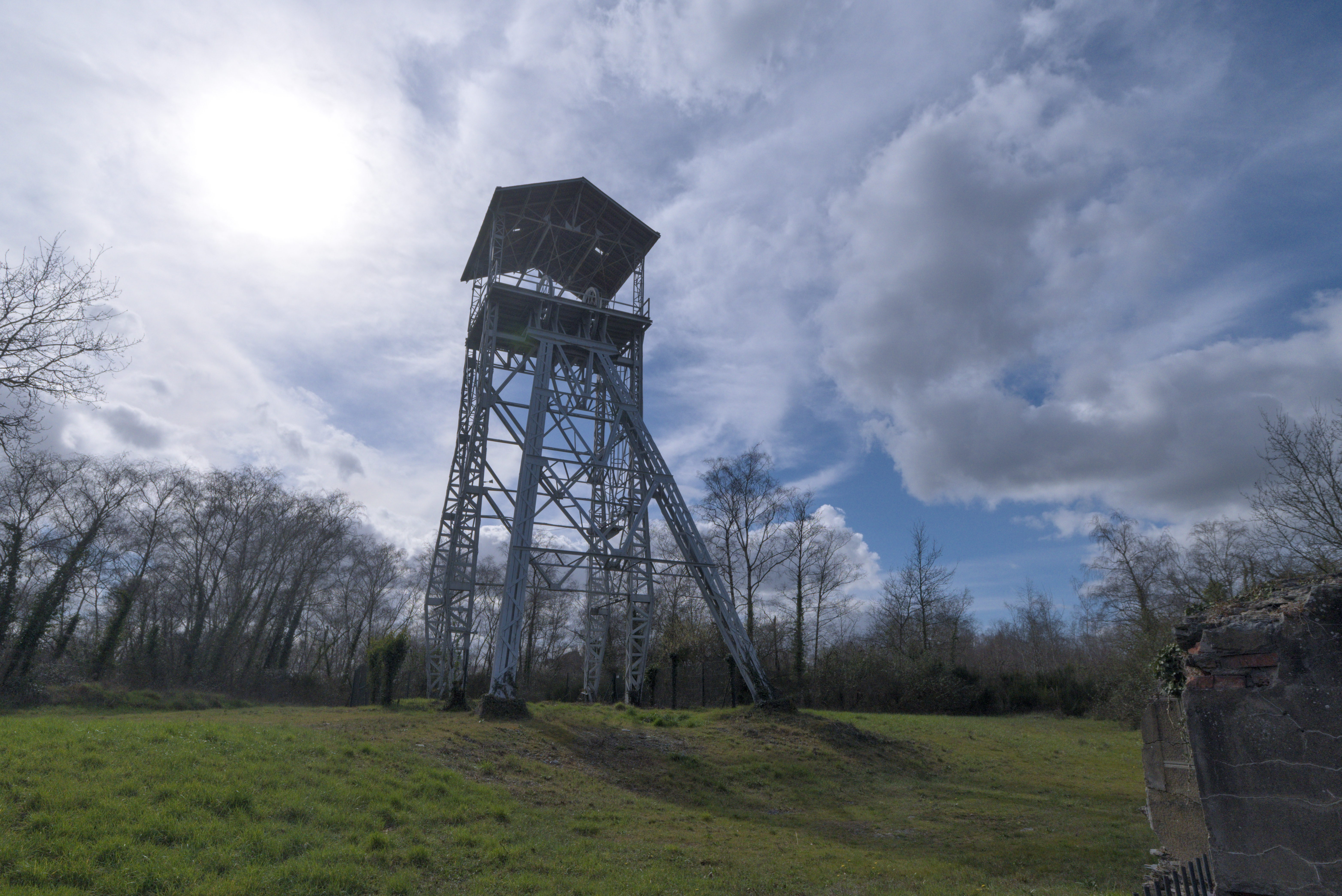
Puits no 26 des Fresnais.
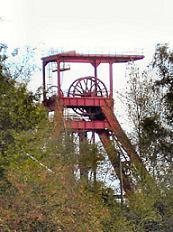
Puits no 7 de Monthibert.

- La manufacture d’allumettes : réhabilitée et accueillant des espaces culturels municipaux (médiathèque, école de musique et de danse, théâtre, cyber-centre) et associatifs, la première manufacture d’allumettes a été construite en 1863 par les frères Lebatteux. Pour des raisons de fort développement économique, le site est abandonné en 1930 après la construction de la "Manu", rue Jean-Jaurès, sur un site bien plus vaste et plus fonctionnel. Cinquante ans plus tard, la "Manu", qui occupe le premier rang national en termes de production, ferme à son tour et le site est vendu à des entreprises privées. Le site appartient aujourd'hui au Toit Angevin, entreprise sociale d'habitat devenue la société Podeliha. Son projet de reconversion en quartier d'habitat a démarré en 2017 et la première opération d'habitat a obtenu le Grand Prix Départemental d’architecture début 2020.

Autres lieux et monuments
- La chapelle Saint-Lézin : l’édifice actuel a été élevé en 1830 et présente un fronton triangulaire de style néo-classique. Ce n’est pourtant pas la première chapelle dédiée au patron des ardoisiers comme en témoignent des documents mentionnant une chapelle dès le XVe siècle. Récemment restaurée, la municipalité en a fait l’acquisition pour un euro symbolique en 2003.
- L’église Saint-Pierre : érigée sur les décombres de l’ancienne église, l’église Saint-Pierre est construite entre 1840 et 1843. En forme de croix latine avec une nef et deux chapelles constituant les bras de la croix, elle est caractéristique des édifices néo-classiques de la vallée de la Loire. Régulièrement entretenue au XXe siècle, l’église bénéficie en 2000 d’une importante restructuration intérieure. L’installation de l’orgue historique de la collégiale Saint-Martin d’Angers parfait l’embellissement de l’édifice.
- La mairie : construite en même temps que l’école du bourg en 1837, la mairie présente une façade joliment ouvragée mettant en avant les valeurs du travail : l’industrie ardoisière et l’agriculture. Agrandie par le célèbre architecte angevin Dainville en 1871, elle fait ensuite l’objet de travaux d’aménagement, de réfection et de ravalement. Au début des années 2000, la municipalité a entrepris des travaux d’extension et de restructuration totale de la mairie qui répondent désormais aux besoins des habitants de la commune.
- Le château du Périneau-Verrières.

### Personnalités liées à la commune
- Léon Rohard (1836-1882), architecte est né à Trélazé.
- Ludovic Ménard (1855-1935), syndicaliste aux ardoisières de Trélazé[51].
- Joseph Le Sciellour (1907-1954), homme politique et député du Maine-et-Loire (1945-1954) y est né.
- Marc Goua (1940-), maire de la commune de 1995 à 2021 et député de 2007 à 2017.
- Michel Jaffrennou (1944-2023), artiste vidéo et multimédia, réalisateur et scénariste y est né.
- Luc Baranger (1951-), écrivain franco-canadien y est né.
- Marc Berdoll (1953-), joueur de football du SCO d’Angers, de l’Olympique de Marseille et en équipe de France y est né.

## Pour approfondir